# Dickung

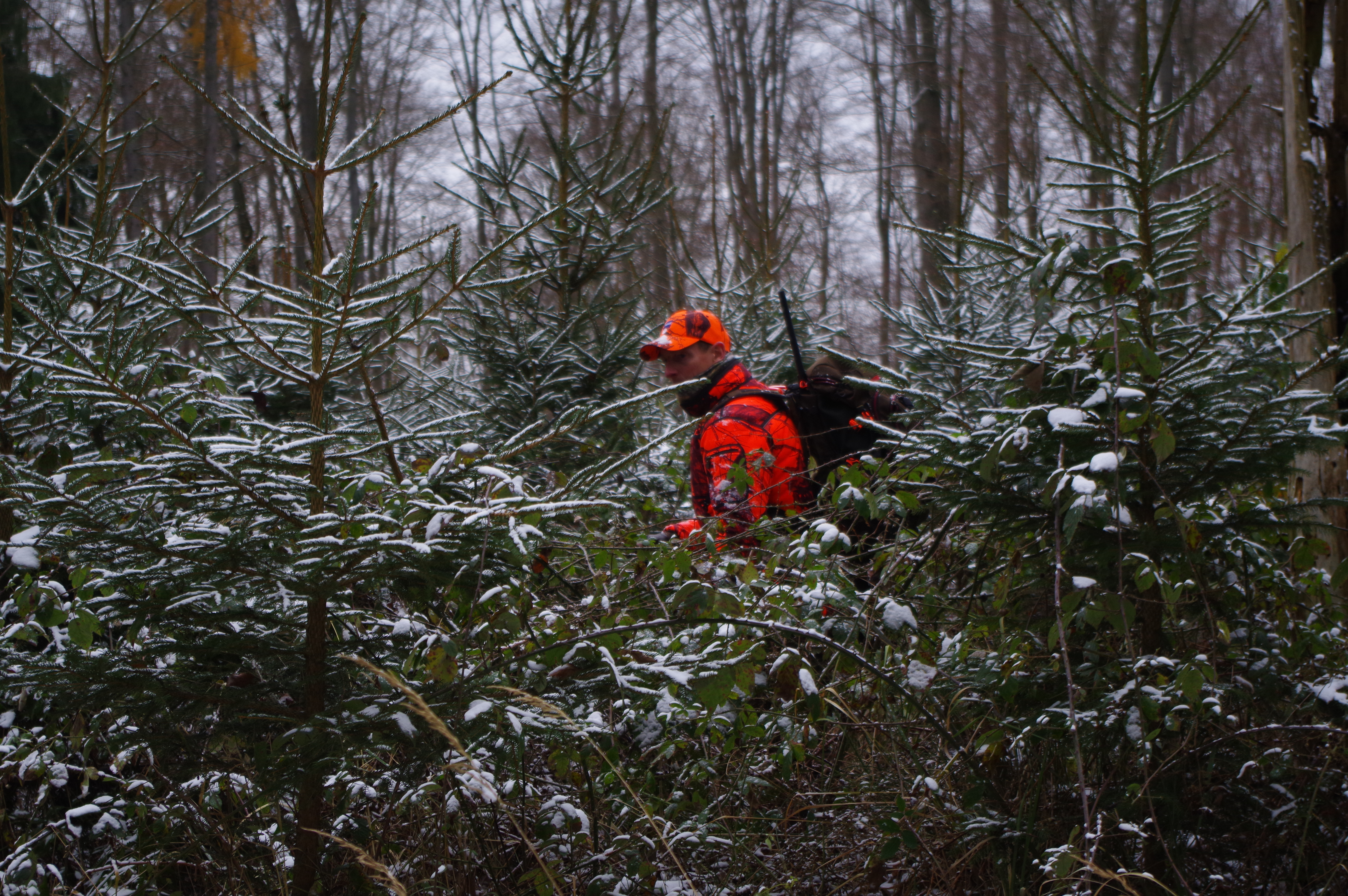
Jäger in einer Dickung

Als Dickung wird in der Forstwirtschaft ein heranwachsender Bestand nach dem Eintritt des Bestandesschlusses bezeichnet. In dieser Phase berühren oder überlappen sich die Zweige der Bäume und bilden ein geschlossenes Kronendach (beginnt bei 2–10 m). Dieses entspricht der natürlichen Altersstufe des Jungbestandes. Die Pflegeeingriffe in diese Bestände werden Läuterung genannt. Die Dickungsphase endet, sobald die natürliche Astreinigung der Bestände einsetzt. Die nächste Entwicklung ist das Stangenholz.